# AACTA Award du meilleur acteur
L’AACTA Award du meilleur acteur (AACTA Award for Best Actor in a Leading Role) est une récompense cinématographique australienne décernée chaque année depuis 1972 par l'Australian Academy of Cinema and Television Arts, laquelle décerne également tous les autres AACTA Awards.
À l'origine appelé AFI Award du meilleur acteur, il prend son intitulé actuel en 2012, lorsque l'Australian Film Institute a été remplacé par l'Australian Academy of Cinema and Television Arts.
Par ailleurs, également depuis 2012, la cérémonie des AACTA International Awards récompense aussi les films non-australiens. Actuellement, il y a donc deux récompenses : AACTA Award du meilleur acteur et AACTA International du meilleur acteur.

## Palmarès

### AFI Awards(de 1972 à 2010)

#### Années 2000
- 2000 : Eric Bana pour le rôle de Mark Brandon 'Chopper' Read dans Chopper
  - Steve Bastoni pour le rôle d'Alfredo dans 15 Amore
  - David Wenham pour le rôle de Josh dans Better Than Sex
  - Sam Worthington pour le rôle de Mitchell dans Bootmen
- 2001 : Anthony LaPaglia pour le rôle du Det. Leon Zat dans Lantana
  - Ben Mendelsohn pour le rôle d'Eddie 'Mullet' Maloney dans Mullet
  - Ewan McGregor pour le rôle de Christian dans Moulin Rouge (Moulin Rouge!)
  - David Wenham pour le rôle de Jim Doyle dans The Bank (en)
- 2002 : David Gulpilil pour le rôle du Tracker dans The Tracker
  - Vince Colosimo pour le rôle de Charlie dans Walking On Water
  - Geoffrey Rush pour le rôle de Harold Fingleton dans Swimming Upstream
  - David Wenham pour le rôle du père Damien dans Molokai: The Story Of Father Damien
- 2003 : David Wenham pour le rôle de Johnny Francis 'Spit' Spitieri dans Gettin' Square
  - Heath Ledger pour le rôle de Ned Kelly dans Ned Kelly
  - Timothy Spall pour le rôle de Darren 'Dabba' Barrington dans Gettin' Square
  - Gotaro Tsunashima pour le rôle de Hiromitsu Tachibana dans Japanese Story
- 2004 : Sam Worthington pour le rôle de Joe dans Somersault
  - Dan Spielman pour le rôle de Tommy Matisse  dans One Perfect Day
  - Kevin Harrington pour le rôle de Wally Norman dans The Honourable Wally Norman
  - Colin Friels pour le rôle de Tom White dans Tom White
- 2005 : Hugo Weaving pour le rôle de Lionel dans Little Fish
  - William McInnes pour le rôle de Nick dans Look Both Ways
  - Guy Pearce pour le rôle de Charlie Burns dans The Proposition
  - Ray Winstone pour le rôle du capitaine Stanley dans The Proposition
- 2006 : Shane Jacobson pour le rôle de Kenny Smyth dans Kenny
  - Gabriel Byrne pour le rôle de Stewart Kane dans Jindabyne, Australie (Jindabyne)
  - Heath Ledger pour le rôle de Dan dans Candy
  - Steve Le Marquand pour le rôle de The Tall Thug dans Last Train To Freo
- 2007 : Eric Bana pour le rôle de Romulus dans Romulus, My Father
  - Brendan Cowell pour le rôle de Graham McGahan dans Noise
  - Kodi Smit-McPhee pour le rôle de Raimond dans Romulus, My Father
  - Qi Yuwu pour le rôle de Joe dans The Home Song Stories
- 2008 : William McInnes pour le rôle de John Woldring dans Unfinished Sky
  - Guy Pearce pour le rôle de Harry Houdini dans Au-delà de l'illusion (Death Defying Acts)
  - David Roberts pour le rôle de Raymond Yale dans The Square
  - Rhys Wakefield pour le rôle de Thomas Mollison dans The Black Balloon
- 2009 : Anthony LaPaglia pour le rôle de Roger East dans Balibo
  - Rowan McNamara pour le rôle de Samson dans Samson et Delilah (Samson and Delilah)
  - Ben Mendelsohn pour le rôle de Ned dans Beautiful Kate
  - Hugo Weaving pour le rôle de Kev dans Last Ride

#### Années 2010
- 2010 : Ben Mendelsohn pour le rôle d'Andrew "Pope" Cody dans Animal Kingdom
  - Brendan Cowell pour le rôle du capitaine Oliver Woodward dans Commandos de l'ombre (Beneath Hill 60)
  - James Frecheville pour le rôle de Joshua "J" Cody dans Animal Kingdom
  - Clive Owen pour le rôle de Joe Warr dans The Boys Are Back

### AACTA Awards(depuis 2012)

#### Années 2010
- 2011 : Daniel Henshall pour le rôle de John Bunting dans Les Crimes de Snowtown (Snowtown)
  - Willem Dafoe pour le rôle de Martin David dans The Hunter
  - Geoffrey Rush pour le rôle de Basil Hunter dans The Eye of the Storm
  - David Wenham pour le rôle de Len dans Oranges and Sunshine
- 2012 : Chris O'Dowd pour le rôle de Dave dans Les Saphirs (The Sapphires)
  - Joel Edgerton pour le rôle de Dave Flannery dans Wish You Were Here
  - Matthew Goode pour le rôle de Tom dans Burning Man
  - Guy Pearce pour le rôle de Dean Randall dans 33 Postcards
- 2013 : Leonardo DiCaprio pour le rôle de Jay Gatsby dans Gatsby le Magnifique (The Great Gatsby)
  - Sitthiphon Disamoe pour le rôle d'Ahlo dans The Rocket
  - Ewen Leslie pour le rôle d'Isaac dans Dead Europe
  - Hugo Weaving pour le rôle de Bob Lang dans The Turning
- 2014 : David Gulpilil pour le rôle de Charlie dans Charlie's Country
  - Russell Crowe pour le rôle de Joshua Connor dans La Promesse d'une vie
  - Damon Herriman pour le rôle de Dan dans If You Love Me...
  - Guy Pearce pour le rôle d'Éric dans The Rover
- 2015 : Michael Caton pour le rôle de Rex dans Last Cab to Darwin
  - Patrick Brammall pour le rôle de Ruben Guthrie dans Ruben Guthrie
  - Ryan Corr pour le rôle de Timothy Conigrave dans Holding the Man
  - Sullivan Stapleton pour le rôle de Pommie dans Cut Snake
- 2016 : Andrew Garfield pour le rôle de Desmond Doss dans Tu ne tueras point (Hacksaw Ridge)
  - John Brumpton pour le rôle de Les Underwood dans Pawno
  - Damian Hill pour le rôle de Danny Williamson dans Pawno
  - Ewen Leslie pour le rôle d'Oliver dans The Daughter
- 2017 : Sunny Pawar pour le rôle de Saroo Brierley (jeune) dans Lion
  - Stephen Curry pour le rôle de John White dans Hounds of Love
  - Ewen Leslie pour le rôle d'Al dans The Butterfly Tree
  - Osamah Sami pour le rôle d'Ali dans Ali's Wedding
- 2018 : Hamilton Morris pour le rôle de Sam Kelly dans Sweet Country
  - Ryan Corr pour le rôle du Président Paddo dans 1%
  - Lucas Hedges pour le rôle de Jared Eamons dans Boy Erased
  - Damian Hill pour le rôle de Jim dans West of Sunshine
  - Daniel Monks pour le rôle d'Olly dans Pulse

## Statistiques

### Nominations multiples
5 : David Wenham
3 : Guy Pearce, Ben Mendelsohn, Hugo Weaving
2 : Eric Bana, Anthony LaPaglia, William McInnes, Geoffrey Rush, Sam Worthington

### Récompenses multiples
2 : Eric Bana, Anthony LaPaglia